# رامنسکویه
شهر رامنسکویه (به روسی: Раменское) در کشور روسیه و در اوبلاست مسکو واقع شده‌است.